# Flottille 25F
 (juin 2013).
Si vous disposez d'ouvrages ou d'articles de référence ou si vous connaissez des sites web de qualité traitant du thème abordé ici, merci de compléter l'article en donnant les références utiles à sa vérifiabilité et en les liant à la section « Notes et références ».

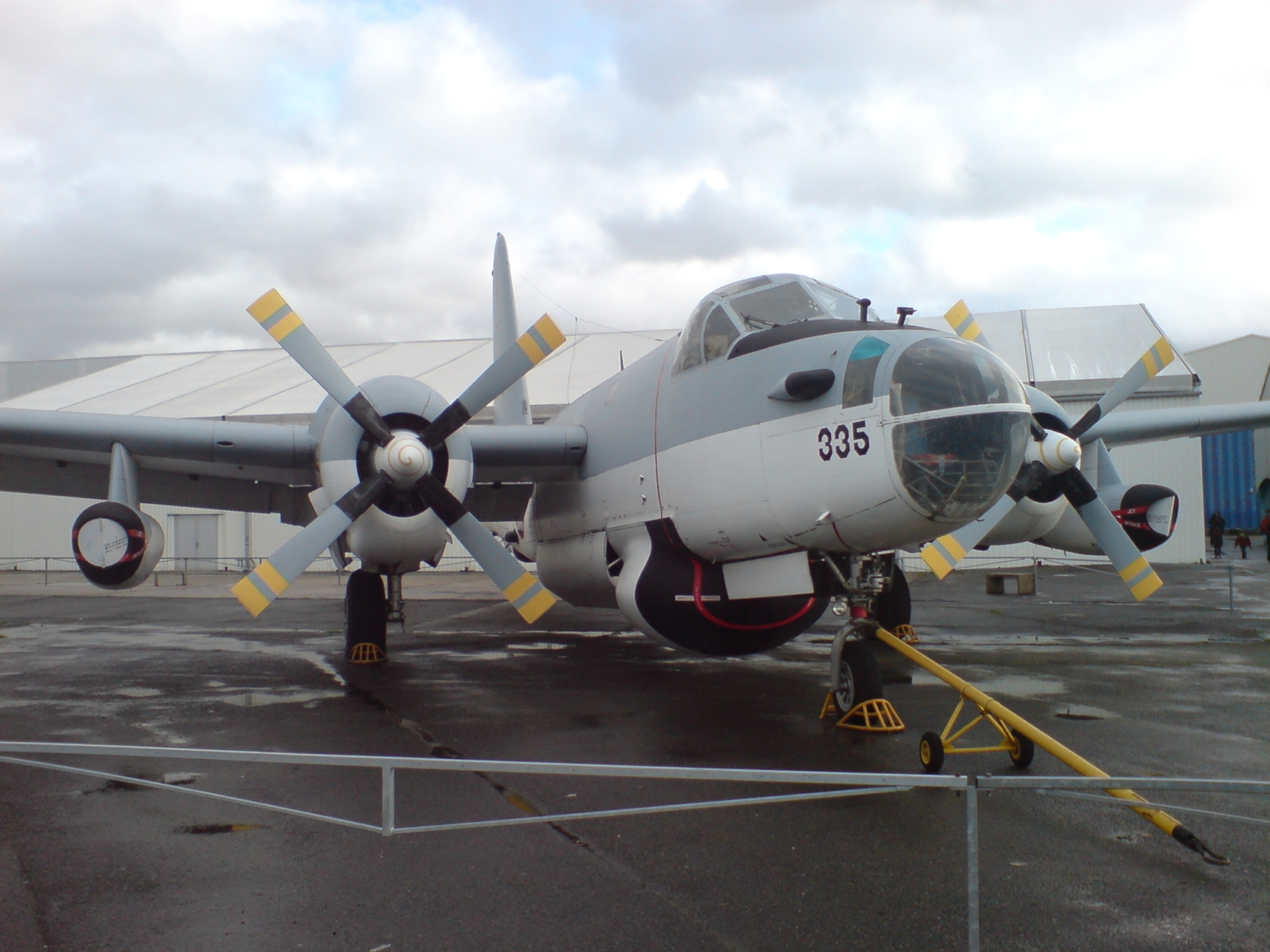
Un ancien Lockheed P-2 Neptune de la flottille.

La flottille 25F est une flottille de l'aviation navale française créée le 20 juin 1953 et toujours active.

## Historique

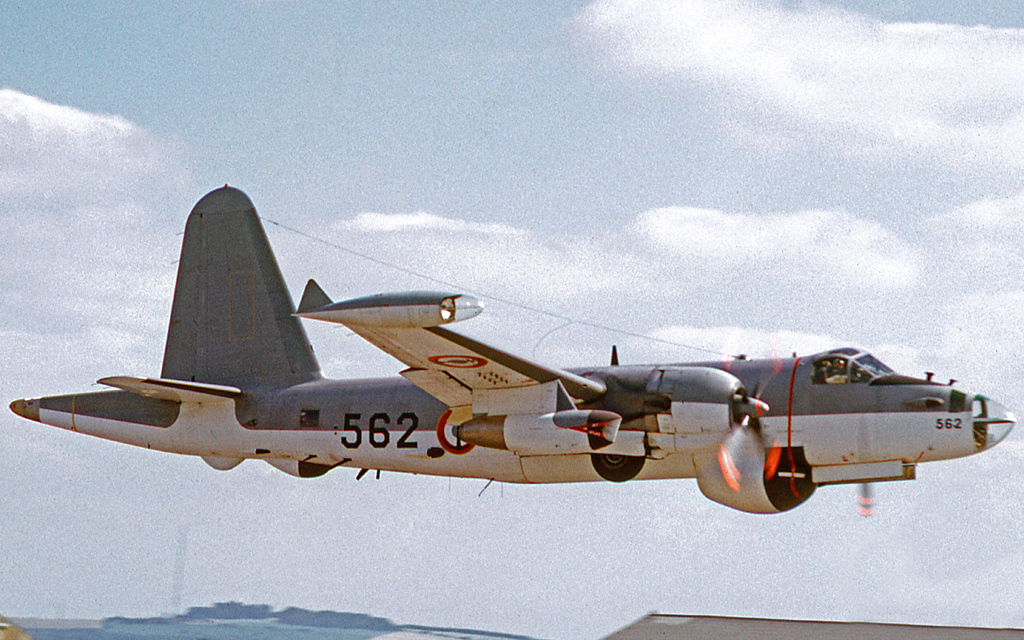
Un SP-2H de la 25F en 1973.

## Missions
Réactivée le 1er septembre 2000, la 25F reprend les missions et les moyens des deux escadrilles 9S et 12S. Elle dispose de quatre Falcon 200 Gardian et un  Dassault Falcon 50 avec un effectif d'environ 70 hommes, la flottille exécute sur les deux théâtres du Pacifique et dans les Caraïbes des traditionnelles missions de surveillance maritime et de sauvetage en mer. D'ici juin 2026 les 5 Dassault Falcon 200  seront tous remplacés par 3 Dassault Falcon 50
Les missions de la 25F sont :  
- surveillance maritime ;
- liaisons au profit des autorités ;
- alerte permanente recherche et sauvetage en Polynésie ;
- transport sanitaire ;
- sauvegarde des personnes et des biens ;
- police en mer ;
- lutte contre le narcotrafic.

## Bases
- BAN Lartigue (août 1952-février 1953)
- BAN Lann-Bihoué (mars 1953-juillet 1983)
- BAN Tontouta (depuis septembre 2000)
- Base aérienne 190 Tahiti-Faa'a (depuis septembre 2000)
- Base aérienne 365 Lamentin (juillet 2001-avril 2003)

## Appareils
- Avro Lancaster (août 1952-juillet 1958)
- Lockheed P2V-7S Neptune (juillet 1958-juillet 1983)
- Falcon 200 Gardian (septembre 2000-juin 2026)
- Dassault Falcon 50 (depuis avril 2025)